# Maria Łebkowska
Maria Lucyna Łebkowska (ur. 23 lutego 1942, zm. 8 października 2023) – polska mikrobiolożka, profesor nauk technicznych. Twórczyni szkoły zastosowań nauk biologicznych w inżynierii i ochronie środowiska. Profesor zwyczajny na Wydziale Instalacji Budowlanych, Hydrotechniki i Inżynierii Środowiska Politechniki Warszawskiej.

## Życiorys
Urodziła się 23 lutego 1942. W 1959 zdała maturę w XVIII Liceum Ogólnokształcącym im. Jana Zamoyskiego w Warszawie. Studia wyższe podjęła na Wydziale Biologii i Nauk o Ziemi Uniwersytetu Warszawskiego na kierunku mikrobiologia. Stopień doktora uzyskała na Wydziale Inżynierii Sanitarnej i Wodnej Politechniki Warszawskiej (później Wydział Instalacji Budowlanych, Hydrotechniki i Inżynierii Środowiska). Tam również w 1992 uzyskała habilitację na podstawie rozprawy pt. Wpływ stałego pola magnetycznego na biodegradację związków organicznych. Tytuł naukowy profesora w dziedzinie nauk technicznych otrzymała 14 grudnia 2004.
W pracy naukowo-badawczej zajmowała się zagadnieniami z dziedziny zastosowań mikrobiologii i ekotoksykologii w inżynierii i ochronie środowiska oraz biotechnologii.
Od 1966 do zakończenia pracy naukowej w 2015 była nieprzerwanie zatrudniona na PW. W latach 1998–2012 była kierowniczką Zakładu Biologii ISiW PW. Ponadto pełniła na uczelni funkcję członkini Senackiej Komisji ds. Nauki oraz członkini Rady Naukowej Międzywydziałowego Centrum Biotechnologii. Była także pełnomocniczką Rektora PW ds. Zdrowia Studentów.
Poza uczelnią była wiceprzewodniczącą Rady Naukowej Instytutu Przemysłu Cukrowniczego. Była również członkinią Polskiego Towarzystwa Toksykologicznego, Polskiego Towarzystwa Ekotoksykologicznego i Europejskiej Federacji Biotechnologii.
Zmarła 8 października 2023. Została pochowana na Cmentarzu Ewangelicko-Augsburskim w Warszawie.

## Odznaczenia i nagrody
- Złoty Krzyż Zasługi[1]
- Medal Komisji Edukacji Narodowej[1]

## Wybrane publikacje
- Łebkowska M., Wpływ stałego pola magnetycznego na biodegradację związków organicznych, Oficyna Wydawnicza Politechniki Warszawskiej, Warszawa, 1991.
- Łebkowska M. (red.), Załęska-Radziwiłł M., Słomczyńska B., Toksykologia środowiska: ćwiczenia laboratoryjne, Oficyna Wydawnicza Politechniki Warszawskiej, Warszawa, 1999, ISBN 83-7207-102-0.
- Łebkowska M., Zanieczyszczenia mikrobiologiczne w powietrzu obiektów komunalnych i przemysłowych, w: Inżynieria i Ochrona Środowiska, nr 3/4 Częstochowa, 2001, s. 335–343, ISSN 1505-3695.
- Klimiuk E., Łebkowska M., Biotechnologia w ochronie środowiska, Wydawnictwo Naukowe PWN, Warszawa, 2003, ISBN 83-01-14067-4.
- Załęska-Radziwiłł M., Łebkowska M., Systemy oceny zagrożenia środowiska wodnego, w: Inżynieria i Ochrona Środowiska, nr 1, Częstochowa, 2003, s. 7–15, ISSN 1505-3695.
- Łebkowska M., Karwowska E., Usuwanie metali ciężkich ze ścieków przemysłowych i z osadów ściekowych, Wydawnictwo Polskiego Zrzeszenia Inżynierów i Techników Sanitarnych, Warszawa, 2003, ISBN 83-87792-24-1.
- Łebkowska M., Załęska-Radziwiłł M., Mikroorganizmy jako przyczyna pogarszania zapachu wody, w: Inżynieria i Ochrona Środowiska, nr 2, Częstochowa, 2005, s. 171–178, ISSN 1505-3695.
- Muszyński A., Łebkowska M., Biodegradation of used metalworking fluids in wastewater treatment, w: Polish journal of environmental studies, vol. 14, nr 1, Częstochowa, 2005, s. 73–79, ISSN 12083-5906.